# 马克杜姆普尔
马克杜姆普尔（Makhdumpur），是印度比哈尔邦Jehanabad县的一个城镇。总人口30170（2001年）。

## 人口
该地2001年总人口30170人，其中男性15749人，女性14421人；0—6岁人口5063人，其中男2648人，女2415人；识字率44.54%，其中男性为53.60%，女性为34.64%。